# Lobster Records
La Lobster Records è un'etichetta discografica indipendente con sede a Santa Barbara, negli USA. È stata fondata da Steven Lubarsky nel 1998. È legata principalmente alla scena punk, ed è conosciuta soprattutto per aver pubblicato album degli Yellowcard e degli Over It.

## Artisti e gruppi affiliati
- Days Like These
- First to Leave
- Lorene Drive
- Mock Orange
- Yellowcard
- Over It
- Park
- A Small Victory
- Buck Wild
- Jargon
- Joystick
- Staring Back
- Whippersnapper
- Anchors for Arms
- Rosematters